# Pemerihan (Bengkunat Belimbing)
Pemerihan is een bestuurslaag in het regentschap Lampung Barat van de provincie Lampung, Indonesië. Pemerihan telt 1979 inwoners (volkstelling 2010).